# Green Scar
Green Scar är en ö i Storbritannien.   Den ligger i kommunen Pembrokeshire och riksdelen Wales, i den sydvästra delen av landet, 400 km väster om huvudstaden London.
Terrängen på Green Scar är varierad. Öns högsta punkt är 5 meter över havet. Trakten runt Green Scar består i huvudsak av gräsmarker.